# Rachel Félix

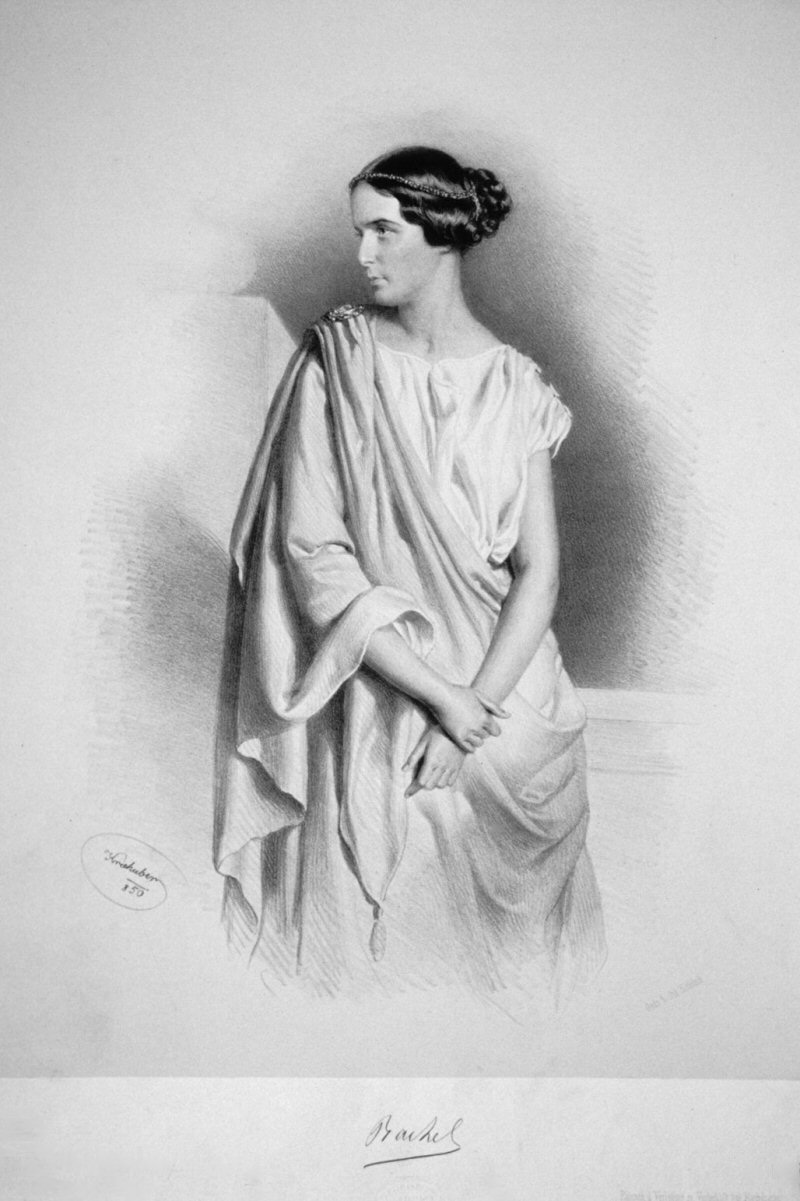
Rachel Félix

Elisabeth "Eliza/Élisa" Rachel Félix (de asemenea Elizabeth-Rachel Félix), mai cunoscută drept Mademoiselle Rachel (21 februarie 1821 – 3 ianuarie 1858) a fost actriță franceză. Ea a devenit o figură proeminentă în societatea franceză și a fost amanta, printre alții, a împăratului Napoleon al III-lea al Franței și a Prințului Napoléon Joseph Charles Paul Bonaparte. Eforturile ziarelor de a publica fotografii cu ea pe patul de moarte au condus la introducerea drepturilor de confidențialitate în dreptul francez.

## Biografie
Rachel Félix s-a născut ca Élisabeth Félix la 28 februarie 1821, la Mumpf, Rheinfelden, Aargau. Tatăl ei, Jacob Félix, a fost comerciant ambulant iar mama, Esther Hayer, dealer de haine de mâna a doua. Élisabeth a petrecut o parte din tinerețea sa la Hirsingue, în sudul Alsaciei sau la Sundgau. După ce a cântat, recitat și cerșit pe străzile orașelor pe care părinții ei le-au traversat înainte de a ajunge la Paris, Élisabeth Felix a urmat cursurile muzicianul Alexandre-Étienne Choron și a luat câteva cursuri de artă dramatică la Conservator.
Pentru a susține nevoile familiei, a debutat în ianuarie 1837, la 16 ani, la Théâtre du Gymnase Marie Bell. Directorul teatrului, Delestre-Poirson, i-a ales numele de scenă Rachel, nume pe care l-a adoptat și în viața particulară. În martie 1838, a intrat la Théâtre-Français la vârsta de 17 ani. A avut succes imediat. A debutat cu rolul Camille  în "Horațiu", pentru care a primit 735 de franci în prima seară; optsprezece zile mai târziu ea primea 4889,50 franci.
Félix a devenit amanta fiului lui Napoleon I, Alexandre Walewski, și împreună au avut un fiu în 1844, Alexandre Colonna-Walewski. El a intrat îm serviciul diplomatic și a murit la post la Torino în 1898. După o relație cu Arthur Bertrand, Félix a plecat în Anglia. Acolo a avut o aventură scurtă cu Louis Napoleon Bonaparte, care mai târziu a devenit Napoleon al III-lea, precum și cu Napoléon Joseph Charles Paul Bonaparte.
Sănatatea ei s-a deteriorat rapid după un lung tur în Rusia. A murit de tuberculoză în Le Cannet, Alpes-Maritimes, Franța.